# Niszczyk zjadliwy
Niszczyk zjadliwy (Ditylenchus dipsaci) – gatunek nicienia z rodziny Anguinidae. Gatunek polifagiczny. Uszkodzenia roślin powodują dorosłe osobniki, larwy oraz nimfy, które skutkują zasychaniem roślin. Żerują w glebie i atakują między innymi zboża, marchew, cebulę, trawę. Liczba pokoleń w ciągu roku: 4–6. Rozwój jednego pokolenia trwa 19–30 dni. Jaja składane są wewnątrz roślin np. w nasionie. Larwy zimują w pozostałościach roślin. Wiosną następuje wnikanie przez podziemne części roślin (łodygi, bulwy, cebule). Rozprzestrzenia się poprzez wiązki naczyniowe. Jest to gatunek wilgociolubny więc jednym ze sposobów zwalczania go jest osuszanie terenu. Poza tym można stosować płodozmian. Cebule przechowywać w magazynach w temperaturze 0 °C ponieważ w temperaturze poniżej 10 °C zapada w stan anabiozy.